# Myzomela rosenbergii
Myzomela rosenbergii là một loài chim trong họ Meliphagidae.